# Christian Goethals
Kurt Christian Goethals, belgijski dirkač Formule 1, * 4. avgust 1928, Heule, Belgija, † 26. februar 2003, Kortrijk, Belgija.
V svoji karieri je nastopil le na dirki za Veliko nagrado Nemčije v sezoni 1958, kjer je z dirkalnikom Cooper T43 manjšega moštva Ecurie Eperon d'Or odstopil v triindvajsetem krogu zaradi okvare črpalke za gorivo. Umrl je leta 2003.

## Popolni rezultati Formule 1
(legenda) (odebeljene dirke pomenijo najboljši štartni položaj, poševne pa najhitrejši krog, †-uvrščen kljub odstopu)
| Leto | Moštvo             | Šasija     | Motor           | 1   | 2   | 3   | 4   | 5   | 6   | 7  | 8       | 9   | 10  | 11  | Prv | Toč |
| ---- | ------------------ | ---------- | --------------- | --- | --- | --- | --- | --- | --- | -- | ------- | --- | --- | --- | --- | --- |
| 1958 | Ecurie Eperon d'Or | Cooper T43 | Coventry Climax | ARG | MON | NIZ | 500 | BEL | FRA | VB | NEM Ret | POR | ITA | MAR | -   | 0   |